# Arnaud Casquette
Arnaud Casquette (né le 16 avril 1978) est un athlète mauricien, spécialiste du saut en longueur. Il mesure 1,75 m pour 70 kg. Son club est le Racing club de France. Il réalise 8,10 m en 2006.
Il est médaillé d'argent du relais 4 x 100 mètres lors des Championnats d'Afrique d'athlétisme 2000 à Alger.
À la suite d'un contrôle positif au cannabis le 12 décembre 2005 lors des Jeux de la Francophonie de Niamey, Arnaud Casquette est suspendu pendant six mois. 
Il participe à trois reprises aux Jeux olympiques sans dépasser l'étape des séries, en 1996, dans le relais 4 fois 100 mètres, en 2000 et 2008, au saut en longueur.

## Meilleurs temps et marques
- 100 m : 10 s 69 1 Kuala Lumpur 26 mai 2007
- Longueur : 8,13 (+1,8 m/s) 2 Sestrières 19 juillet 2003
- en salle : 7,74 m  Governor Samara 2 février 2005